# Kupinói járás

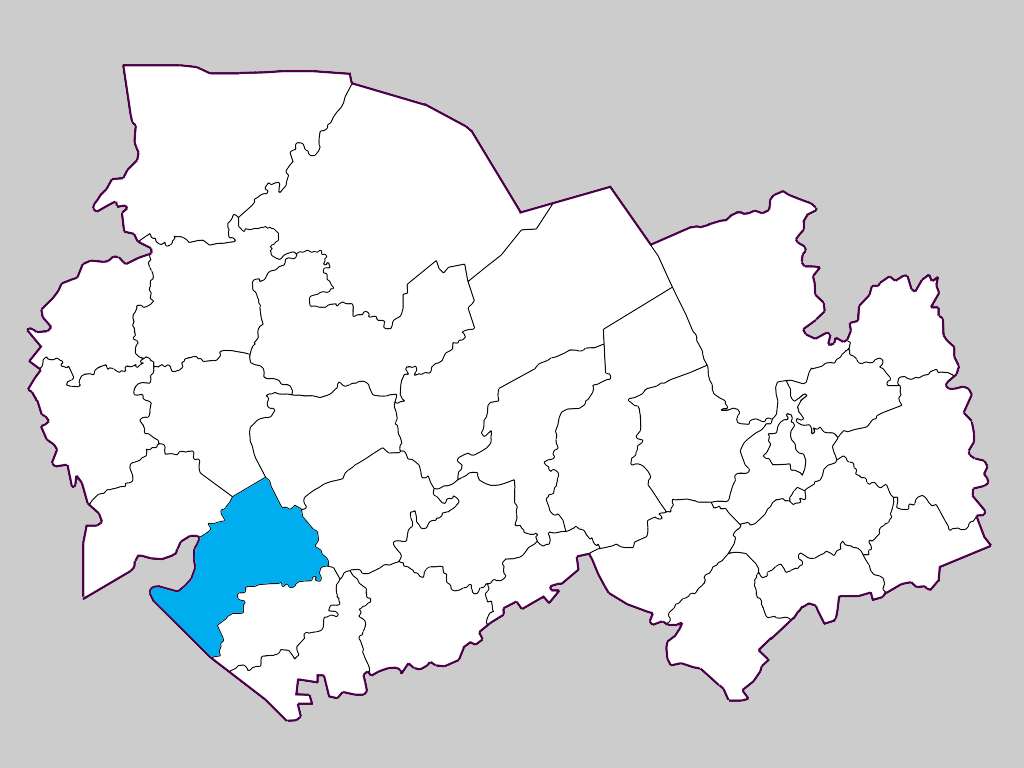
A Kupinói járás a Novoszibirszki területen

A Kupinói járás (oroszul Купинский район) Oroszország egyik járása a Novoszibirszki területen. Székhelye Kupino.

## Népesség
- 1989-ben 40 440 lakosa volt.
- 2002-ben 37 451 lakosa volt.
- 2010-ben 31 199 lakosa volt, melyből 29 345 orosz (94,7%), 570 német (1,8%), 299 kazah (1%), 289 ukrán (0,9%), 76 fehérorosz (0,3%), 69 ingus (0,2%), 64 tatár (0,2%), 62 azeri (0,2%), 32 örmény, 30 mari, 26 cigány, 14 udmurt, 14 üzbég, 13 moldáv, 10 csuvas, 10 ezid stb.